# Aranka György (püspök)
Zágoni Aranka György (Koronka, 1705 körül – 1767. június 9.) református lelkész, az Erdélyi református egyházkerület püspöke 1765-től haláláig, Aranka György író édesapja.

## Élete
A marosvásárhelyi, majd a nagyenyedi református kollégiumban tanult, ahol 1726-27 körül könyvtáros diákként is dolgozott. 1728-tól a genfi akadémiára ment, majd 1731. május 17-től Bázelben tanult; utazásairól írt feljegyzési értékes kortörténeti dokumentumok. Hazatérte után 1732-ben Marosvásárhelyen, 1737-1747 között Szék mezővárosban, azután 1747-1755 között ismét Marosvásárhelyen, majd 1755-1767 között másodszor is Széken volt prédikátor. 1755-től esperes, 1760-tól 1765-ig egyházkerületi főjegyző és püspökhelyettes volt, 1765-ben szuperintendenssé (püspökké) választották. 1767-ben halt meg. Ifjabb Verestói György mondott fölötte halotti beszédet.

## Munkái
- Örökös ház… melyből czegei Vass Dániel úrnak meghidegedett tetemeinek koporsóba való bezárattatásának alkalmatosságával… tanítást tett. Kolozsvár, 1741 (Zágoni A. György névvel)
- Isten elejbe bocsátott könyörgéseknek együgyü gyakorlása, h. n. 1766
- A ker. léleknek halál félelmei ellen való vigasztalásai. Kolozsvár, 1768. Charles Drelincourt Consolations de l'âme fidèle contre les frayeurs de la mort című munkájának (1651) fordítása, amelyet halála után fia adott ki.